# Гамба (посёлок)
Гамба или Камба(кит. 岗巴镇, пиньинь Gǎngbā zhèn, палл. Ганба чжэнь; тиб. གམ་པ་རྫོང, Вайли: gam pa rdzong, тиб. пиньинь: Gamba Zong, рус.: гамба дзонг; варианты: Кхамба-дзонг (Khamba-dzong), Кхамбер Джонг (Khamber Jong), посёлок Ганба, Кампа-дзонг, Кхамба Дзонг (Khampa Dzong)) — тибетская деревня и посёлок на севере Сиккима. Является центральной волостью уезда Гамба округа Шигадзе Тибетского автономного района КНР.
В июне 1903 года полковник Фрэнсис Янгхазбенд, служивший тогда британским уполномоченным в Тибете, возглавил дипломатическую миссию, состоящую из пяти офицеров и пятисот солдат, которые направились в Гамба через перевал Нату-Ла. Задачей той миссии было провести встречи с представителями Китая и Тибета и обсудить соглашения о ненападении и торговле. Аббат Шигадзе был послан Панчен-ламой IX в Гамбу для встречи с британской дипломатической миссией. Но британцы пять месяцев напрасно ждали прибытия тибетцев и китайцев; после миссия была отозвана.
Через эту деревню пролегали маршруты первых альпинистских экспедиций на Джомолунгму. Британская разведывательная экспедиция прошла здесь в июне 1921 года. Один из её участников, шотландский биохимик и альпинист Александр Митчел Келлас умер в пути, и похоронен на склоне горы к югу от Гамбы. В 1922 году следующая британская альпинистская экспедиция шла к Джомолунгме через Гамбу практически тем же маршрутом, что и первая, и назвала этот населённый пункт столицей округа.
Тибетский народный промысел — плетение ковров — возник, по всей видимости, также в Гамбе